# Waller, Texas
Waller är en ort i Harris County, och Waller County, i Texas. Vid 2010 års folkräkning hade Waller 2 326 invånare.